# 中国驻曼彻斯特总领事馆殴人事件
中国驻曼彻斯特总领事馆殴人事件，或称曼城领馆殴人事件、亲民主抗议者在中國领馆遇袭事件，中方称为中国驻曼彻斯特总领馆遭暴力滋扰事件，是一宗2022年10月16日於中华人民共和国驻曼彻斯特总领事馆一帶所發生涉及暴力、刑事及外交問題的事件，牽涉總領事館官員與館外集會在英港人組織「捍衛港人陣線」成員之間所發生的肢體衝突，事發時值中國共產黨召開二十大。
事後英國大曼徹斯特警方介入調查，並通過外交部要求相關中國官員放棄外交豁免權以便問詢，但中國在交涉期限屆滿前即「調走」（remove）涉事人員。而大曼徹斯特警方發布聲明表示會繼續調查，並重申有確認事件涉及多項襲擊和公共秩序罪行，包含恐嚇白紙運動學生等。故雖然英方原定將升級為法律途徑，但相關六人陸續已於期限內自行離境，使得採取手段的方式告吹，事件落幕後外界則批評相關處理方式。

## 事發經過
时值中国共产党第二十次全国代表大会召开之日，世界各地有不同程度针对此次会议的抗议示威运动，其中在英港人组织“捍卫港人阵线”在中国驻曼彻斯特总领馆前发起示威，在馆前拉起將中国共产党总书记習近平描繪為《國王的新衣》中國王的卡通畫像，及“天灭中共”等标语横幅以抗议习近平当局。期间，多名身穿防具及頭盔的人從領事館走出，腳踹、推倒及取走部分示威用品拖入領事館範圍，引起在場雙方爆發衝突。衝突期間，有领馆人员被拉走撞倒在地，另有一人倒地后被脚踢头部；一名在英港人Bob Chan被领馆人员拖入领馆院内圍殴，过程持续一分半钟。在Bob Chan被拖入院内时，领事高连甲被打倒在地。高连甲称当时被用膝盖压在地上，现场视频似乎支持了这一说法。後大曼徹斯特警察前来阻止进一步冲突并援救Bob Chan。
曼彻斯特警方针对这一暴力事件展开调查。目前有參與毆打且已被辨認出身份的人分別有總領事郑曦原、領事高連甲、參贊陳偉以及副總領事范映杰，當中領事高連甲被澳洲媒體發現兩年前也曾在斐濟攻擊中华民国外交官。事件发生后，多國媒體以及監視器畫面均顯示是港人被拖進館內殴打，郑曦原起初否认打人，最终承认了拉扯被打者的头发，同时声称“他侮辱我的国家，我的领袖。我想这是我的职责。”中华人民共和国外交部及香港建制派媒體反指香港示威者非法進入領館範圍。中国驻英国使馆指责英国方面未能有效阻止反华分子的冲闯和袭击行为，未能保护好中方总领馆馆舍和人员。

## 后续

### 英国
英国政界普遍这对此暴力事件表示谴责；英国首相府在事件发生后，发表声明“对此次事件感到忧心”。外交大臣祁湛明针对该事召见中国驻英国使馆临时代办杨晓光，要求中方必须尊重英国境内的合法权利。英國美洲及海外領土事務國務大臣傑西·諾曼表示已召見中國駐倫敦臨時代辦，要求就事件作出解釋。

英國下議院外交事務委員會主席艾麗西亞·卡恩斯表示英國政府應直接召見中國大使，驅逐或起訴任何毆打抗議者的官員，附议者涵括施志安等英国下院多名议员。 于事件發生四日后，傑西·諾曼通知下院，希望中方放棄任何參與此暴力事件外交官員的豁免權，并稱“如果他們不這麽做，那麽將承擔隨之而來的外交後果”。此外，豁免權為外交官的權利之一，受國際公約保護，故即使他本人不願配合本國政府出庭，英方也可以宣佈其為不受歡迎人士來驅逐之。
记者：“（打断）领事阁下，有指控称您拉扯示威者的头发，这是不是事实？”
郑曦原：“是的。他羞辱了我的国家，我的领袖。我想这是我的职责。”
记者：“您是指（拉扯）示威者的头发？”
在11月底大曼徹斯特警方向外界透露調查進展時，表示在10月16日中國駐曼徹斯特總領事館香港示威者被毆打的事件中，有人涉嫌干犯襲擊罪和違反公共秩序罪，警方有翻查相關片段同時向部分當時在場人士問話。
12月11日，英国政府表示暂时拒绝驱逐与毆人事件有关的中国外交官。
12月14日，英國外相祈湛明在推特發放預先錄製的短片，透露中國已把包括總領事郑曦原在內的6名中國駐曼徹斯特外交官調離英國。而他在貼文再次以 「不可接受」（unacceptable）形容中國使官涉打人事件，並透露曼城警方在12月初通知外交部，表示希望對6名外交官進行查問，請外交部要求中國政府撤銷涉事外交官的外交豁免權，讓警方得以傳召他們問話。故外交部要求中國政府在一個星期內回應，中國政府最終在14日的限期屆滿前自行撤走6名外交官：答覆聲稱是鄭被中國召回，而其餘五人也將離英或已返中。在北京外交部發言人汪文斌於例行記者會回應時稱，駐曼徹斯特總領事是因為任期屆滿而奉調回國，這些是屬於中國當局正常的人員輪換。

### 中华人民共和国
鄭曦原接受天空新闻台訪問時指國家及領袖受侮辱，當被問及是否有拽扯受害者頭髮時，他給出了肯定的答案，并稱這是他的“職責”。然而，中國大使館前抗議屬於常態事件，多數未釀成暴力衝突，有台媒認為是他即將退休，不排除是為了爭奪升官機會而私下做出出格行動。
中华人民共和国外交部發言人汪文斌在例行记者会上沒有直接提及此事，僅表示任何國家的外交機構都有權採取必要措施，維護館舍安寧和尊嚴，反指示威者非法進入領館範圍，並指英國應盡責保護中國使領館，但隨後又從簡報紀錄刪去這條發言。
香港行政長官李家超表示相信英國政府會依照維也納領事關係公約及當地法律處理案件。
10月27日，中国驻英国大使馆就曼徹斯特領事館衝突事件发布影片，警告英国包庇港独分子只会为英国带来灾难。
12月15日，中國外交部指控英國未能保護中國領事館的職員，中方指會採取「強而有力的反擊措施」。

### 警方调查结论
曼徹斯特警方發表聲明指示威者當日的示威活動和平進行，其中一名示威者被拉入領事館並遭到襲擊，身體多處受傷，須送醫治療。
11月21日，英国警方表示經调查后已确认毆打事件可能涉及“袭击罪”与“违反公共秩序罪”。截至當天，没有人遭逮捕。

### 
網上出現了原本示威片段的剪輯版本，且多在建制派間流傳。有關片段加入了旁白和字幕，並指示威者襲擊移走示威橫幅的領事館職員，而非領事館職員襲擊示威者。 

### 示威活動
10月23日，倫敦、曼徹斯特、伯明翰、雷丁、布里斯托等11個英國城市有示威活動要求驅逐涉事的中國領事出境，其中於倫敦的活動更有逾500人參加。